# Wing-tsit Chan
Wing-tsit Chan (chinesisch 陳榮捷, Pinyin Chén Róngjié; geb. 18. August 1901 in Kaiping, China; gest. 12. August 1994 in Pittsburgh, USA) war ein chinesisch-US-amerikanischer Sinologe und Religionsphilosoph. Er lehrte am  Dartmouth College und an der Chatham University. Er ist Verfasser einer praktischen Quellensammlung zur chinesischen Philosophie (A source book in Chinese philosophy) in englischer Übersetzung, und zusammen mit Wm. Theodore de Bary (1919–2017) und Burton Watson (1925–2017) der Sources of Chinese Tradition. Er war mit zahlreichen weiteren Übersetzungen und anderen Büchern einer der produktivsten Vermittler der Philosophie und Religionen Chinas im englischsprachigen Raum. Seine Werke fanden Aufnahme in bekannten Reihen, wie den Records of Civilization: Sources and Studies und der UNESCO-Sammlung repräsentativer Werke.

## Werke
- The essentials of Buddhist philosophy. 1949
- Religious Trends in Modern China (Columbia University Press, 1953)
- An Outline and a Bibliography of Chinese Philosophy. 1955[1]
- From 1600 through the twentieth century. 1960
- (mit Wm. Theodore de Bary und Burton Watson) Sources of Chinese Tradition (Columbia University Press, 1960)
- A source book in Chinese philosophy. 1963
- Instructions for Practical Living and Other Neo-Confucian Writings by Wang Yang-Ming (Columbia University Press, 1963)
- Reflections on Things at Hand: The Neo-Confucian anthology compiled by Chu Hsi and Lü Tsu-Ch'ien (Columbia University Press, 1967)
- Neo-Confucianism, Etc. 1969
- An outline and an annotated bibliography of Chinese philosophy. 1969
- The great Asian religions. 1969
- The path to wisdom: Chinese Philosophy and religion, a chapter in  Half the world: The history and culture of China and Japan (Thames and Hudson, London, 1973), edited by Arnold J. Toynbee.
- (ed., mit Charles Moors) The Essentials of Buddhist Philosophy (Greenwood Press, Westport, CT. 1976)
- Chu Hsi and Neo-Confucianism. 1986
- Neo-Confucian terms explained. 1986
- Xin ru xue lun ji. 2004